# Tempskya
Tempskya Corda, 1845 è un genere di felci estinte, risalenti principalmente al Cretacico inferiore (120 - 100 milioni di anni fa); i loro resti sono stati ritrovati in tutti i continenti, ad eccezione di Africa ed Antartide.

## Descrizione
L'aspetto di queste piante era davvero insolito: un tronco senza rami, largo fino a 40 centimetri e alto circa 6 metri, terminava in una sommità smussata. Le foglie, di piccole dimensioni, ricoprivano densamente i due terzi superiori del tronco, la cui parte inferiore era quasi interamente composta da radici fibrose. I fusti si formavano attraverso le radici, ergendosi e pressandosi l'un l'altro. Ciò che sembra essere un largo tronco, quindi, erano in realtà molti fusti che crescevano strettamente attaccati. In alcuni fossili in sezione si possono contare fino a 180 fusti pressati; non erano questi, tuttavia, a sorreggere la pianta, bensì la matrice di radici.

## Tassonomia

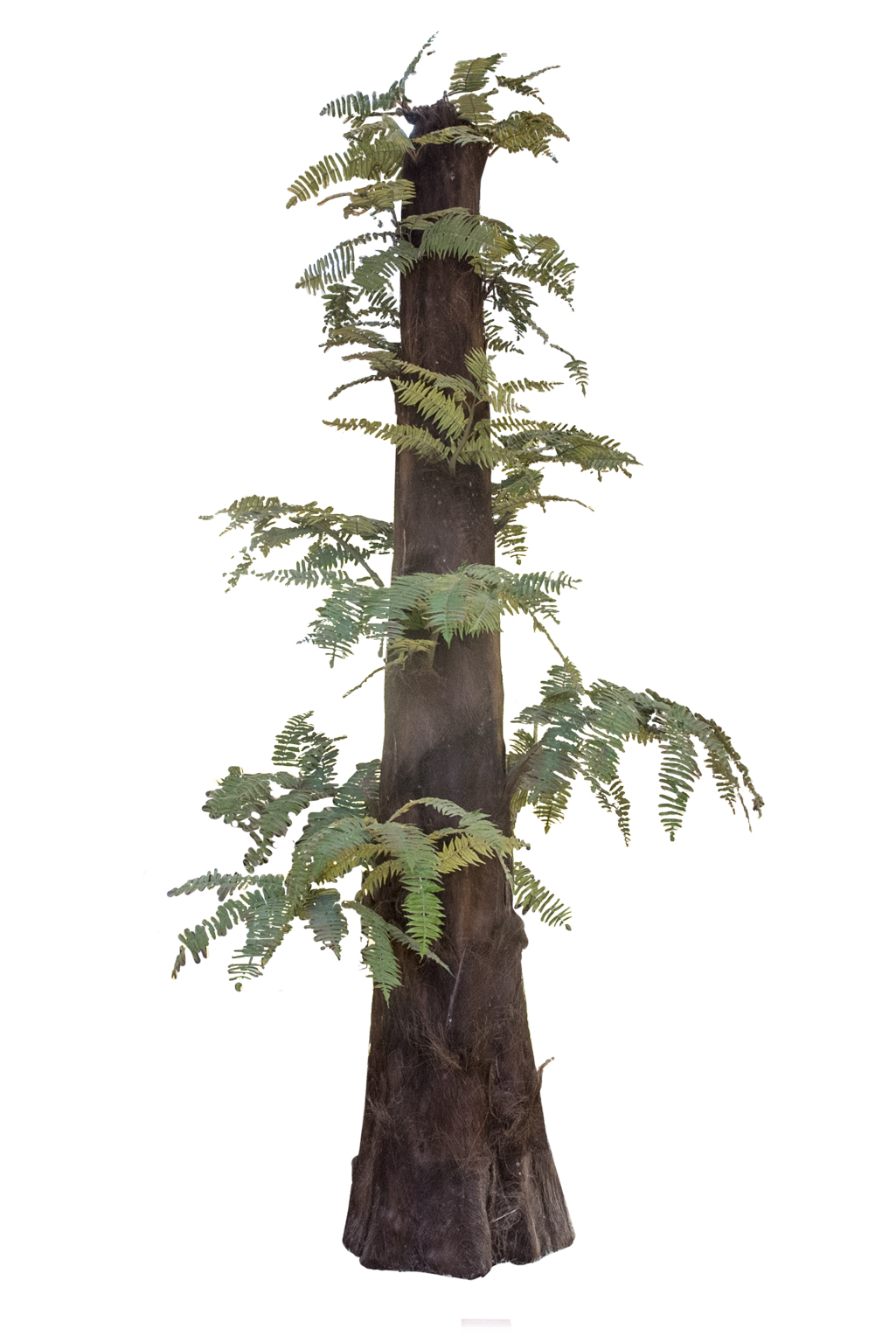
Ricostruzione di un esemplare di Tempskya

La struttura degli steli e delle tracce fogliari ricorda molto quelli di altre felci arboree estinte come Psaronius e anche di alcune felci attuali. Non è chiaro, tuttavia, a quale famiglia appartenga Tempskya; alcuni la avvicinano alle Schizaeaceae, altri preferiscono classificarla in una famiglia a sé stante, le Tempskyaceae. In ogni caso, Tempskya è ascrivibile all'ordine delle Polypodiales. Sono note numerose specie di questa pianta: T. uemurae (Giappone), T. judithae (Australia), T. dembachii (Argentina), T. knowltoni (Montana), T. riojana (Spagna).

## Habitat
Come molte altre felci, la tempskya prosperava in zone calde e umide; è probabile che l'habitat tipico di questa pianta corrispondesse a pianure e valli umide e foreste tropicali.